# Henryk Rybski
Henryk Rybski (ur. 8 kwietnia 1917 w Kurowie koło Włocławka, zm. 12 października 1997 we Włocławku) – polski działacz społeczny i samorządowy, zasłużony dla Kowala.

## Życiorys
Urodzony w rodzinie chłopskiej, był synem Stanisława i Józefy z Linkowskich. W nieodległym od rodzinnej miejscowości Kłótnie uczęszczał do szkoły powszechnej. Później znalazł się w Warszawie, gdzie rozpoczął służbę jako kadet szkoły wojskowej; przydzielony został następnie 67 Pułku Piechoty, stacjonującego w Brodnicy, w szeregach którego zastał go wybuch II wojny światowej. W kampanii wrześniowej walczył m.in. nad Bzurą. Trafił do niewoli niemieckiej i osadzony został w obozie jenieckim koło Królewca, potem wysłano go do pracy przymusowej; był kierowcą w hurtowni spożywczej koło Elbląga.
Od 1945 mieszkał w Kowalu. Pracował jako sekretarz Urzędu Gminy, a 21 grudnia 1954 wybrany został na przewodniczącego Miejskiej Rady Narodowej. Pełnił tę funkcję przez 18 lat, do września 1972. Angażował się w szereg inicjatyw lokalnych, część z nich była jego pomysłem; na czas pełnienia funkcji przewodniczącego Miejskiej Rady Narodowej przez Rybskiego przypadło otwarcie Ośrodka Zdrowia przy ulicy Piwnej (1970), rozpoczęcie budowy wodociągu miejskiego i kanalizacji, budowa stacji uzdatniania wody, budowa biblioteki i domu kultury, budowa stadionu i szkoły podstawowej, asfaltowanie wielu brukowanych ulic, położenie kilkuset metrów nowych chodników, budowa nowych bloków komunalnych, rozpoczęcie działalności Zakładu Gospodarki Komunalnej, podniesienie ogólnej estetyki miasta i poprawa stanu zieleni miejskiej.
Działał w Ochotniczej Straży Pożarnej w Kowalu, od 1957 do 1964 był prezesem zarządu. Jednostka z Kowala należała do najlepszych w powiecie włocławskim i województwie bydgoskim. Rybski zainicjował modernizację sali kinowej, dobudowę świetlicy przy tej sali oraz budowę nowego murowanego garażu w siedzibie straży. Działał także, w tym przez wiele lat zasiadał w zarządzie, w Gminnej Spółdzielni „Samopomoc Chłopska” w Kowalu.
Był odznaczony m.in. Srebrnym Krzyżem Zasługi (1955), Złotym Krzyżem Zasługi (1969), Medalem Zwycięstwa i Wolności 1945 (1972), Krzyżem Kawalerskim Orderu Odrodzenia Polski (1975). Pośmiertnie Rada Miasta Kowala nadała mu tytuł „Zasłużony dla Miasta Kowala” (2000).
Od czerwca 1946 żonaty był z Ireną Krzemińską, nauczycielką w szkole podstawowej w Kowalu; małżeństwo pozostało bezdzietne. Henryk Rybski zmarł 12 października 1997 we Włocławku, pochowany został na cmentarzu parafialnym w Kowalu.